# سروش اصفهانی
میرزا محمدعلی سدهی اصفهانی با تخلص سروش و لقب شمس‌الشّعراء (۱۸۱۳ – ۱۸۶۸ میلادی) مَلِک‌الشعرای دربار قاجاری بود که از شاعران دورهٔ بازگشت ادبی ایران شمرده می‌شود. بیش از همه، در قصیده‌سرایی به سبک حافظ و سعدی و دیگر شاعران سبک عراقی توانا بوده‌است.
| افسر خوارزمشه که سود به کیوان |  | با سرش آمد در این مبارک ایوان |

## سبک شعری سروش اصفهانی
میرزا محمدعلی سروش اصفهانی در پیروی از سبک خراسانی استعداد خاصی داشت و طبع خود را در سرودن انواع قالب‌های شعری اعم از غزل، قصیده و مثنوی آزمود و اشعاری بدیع را خلق کرد. میرزا محمدعلی سروش اصفهانی به فرخی، ناصر خسرو، منوچهری و امیر معزی عشق می‌ورزید و به سبک این شعرای بزرگ و معاصر شعر می‌سرود. میرزا محمدعلی سروش اصفهانی همچنین اشعاری در فضایل علی ابن ابی‌طالب و سایر ائمه شیعه سرود که از لحاظ سبک و سیاق درخور توجه است.

## آثار
سروش اصفهانی از ادامه‌دهندگان نهضت بازگشت ادبی در عصر ناصری است و قصاید او در شمار آثار منظوم در دوره قاجاریه به‌شمار می‌رود که به شیوه فرخی و امیر معزی در سبک خراسانی سروده شده‌است.
- مثنوی روضة الاسرار
- مثنوی اردیبهشت نامه
- ساقی‌نامه
- الهی‌نامه
- شمس المناقب
- شصت ‌بند عاشورایی
- دیوان

## شصت ‌بند عاشورایی
از ویژگی ترکیب‌بند عاشورایی سروش اصفهانی جامعیت موضوعی این اثر ماتمی است. ترکیب بند اصفهانی شامل عناوین زیر است:
- دعوت اهل کوفه
- وداع امام حسین (ع) با رسول خدا، حضرت زهرا (س)، امام حسن مجتبی (ع)
- منع محمد حنفیه
- عزیمت به مکه و از آنجا بهکربلا
- اظهار یاوری فرشتگان
- احتجاج امام با لشکریان دشمن

روایت شهادت افراد حاضر در واقعه کربلا:
- ماجرای شهادت حر بن یزید ریاحی
- مسلم بن عوسجه
- عابس
- وهب
- غلام سیاه
- حبیب بن مظاهر
- هاشم
- غلام حضرت سجاد (ع)
- حضرت عباس (ع)
- حضرت قاسم (ع)
- عون فرزند زینب (س)
- محمد پسر زینب (س)
- حضرت علی‌اکبر (ع)
- حضرت علی‌اصغر (ع)
- یاری زعفر
- شهادت امام حسین (ع)
- غارت خیمه‌ها
- وداع اهل بیت (ع) با شهدای کربلا
- ماجرای اسارت اهل بیت (ع)
- ورود اهل بیت (ع) به کوفهو شام
- ماجرای مجلس یزید
- شهادت حضرت رقیه (س)
- بازگشت اهل بیت (ع) به کربلا از شام
- عزیمت اهل بیت (ع) به مدینه از کربلا
- ماجرای بشیر
- عزاداری اهل مدینه
- شکایت حضرت زینب (س) به رسول خدا (ص) و حضرت زهرا (س)

## تألیفات
از آثار و تألیفات و منظومات سروش می‌توان به شمس‌المناقب در مدح پیامبر اسلام و ائمه، و نیز روضةالاسرار که دربارهٔ حماسهٔ کربلا است، اشاره داشت.

## درگذشت
میرزا محمدعلی سروش اصفهانی در سال ۱۲۸۵ هجری در تهران دار فانی را وداع گفت و جنازه او را در قم به خاک سپردند.

## نمونه اشعار
قسمتی از بند اول ترکیب بند عاشورایی سروش اصفهانی:
| ای دیده خون ببار ، که ماه محرم است |  | نزد خدای دیده گریان مکرم است       |
| فرموده شاه دین که منم کشته سرشک    |  | بر زخم های شاه سرشک تو مرهم است    |
| بی دیده پر آب و نفس های آتشین      |  | گر لاف مهر شاه زنی نا مسلم است     |
| بر یاد نور چشم پیمبر ز آب چشم      |  | بالله اگر جهان همه دریا کنی کم است |
| بشناس در مصیبت سلطان کربلا         |  | قدر سرشک خویش که اکسیر اعظم است    |
| بر صورت هلال درین ماه پر ملال      |  | کاهیده جسم حیدر و پشت نبی خم است   |
| موسی شکسته خاطر و عیسی فسرده دم    |  | یوسف ز تخت سیر و سلیمان ز خاتم است |
| آمیخته به اشک خلیل و سرشک خضر      |  | امروز آب چشمه حیوان و زمزم است     |